# Xenokles (Töpfer)

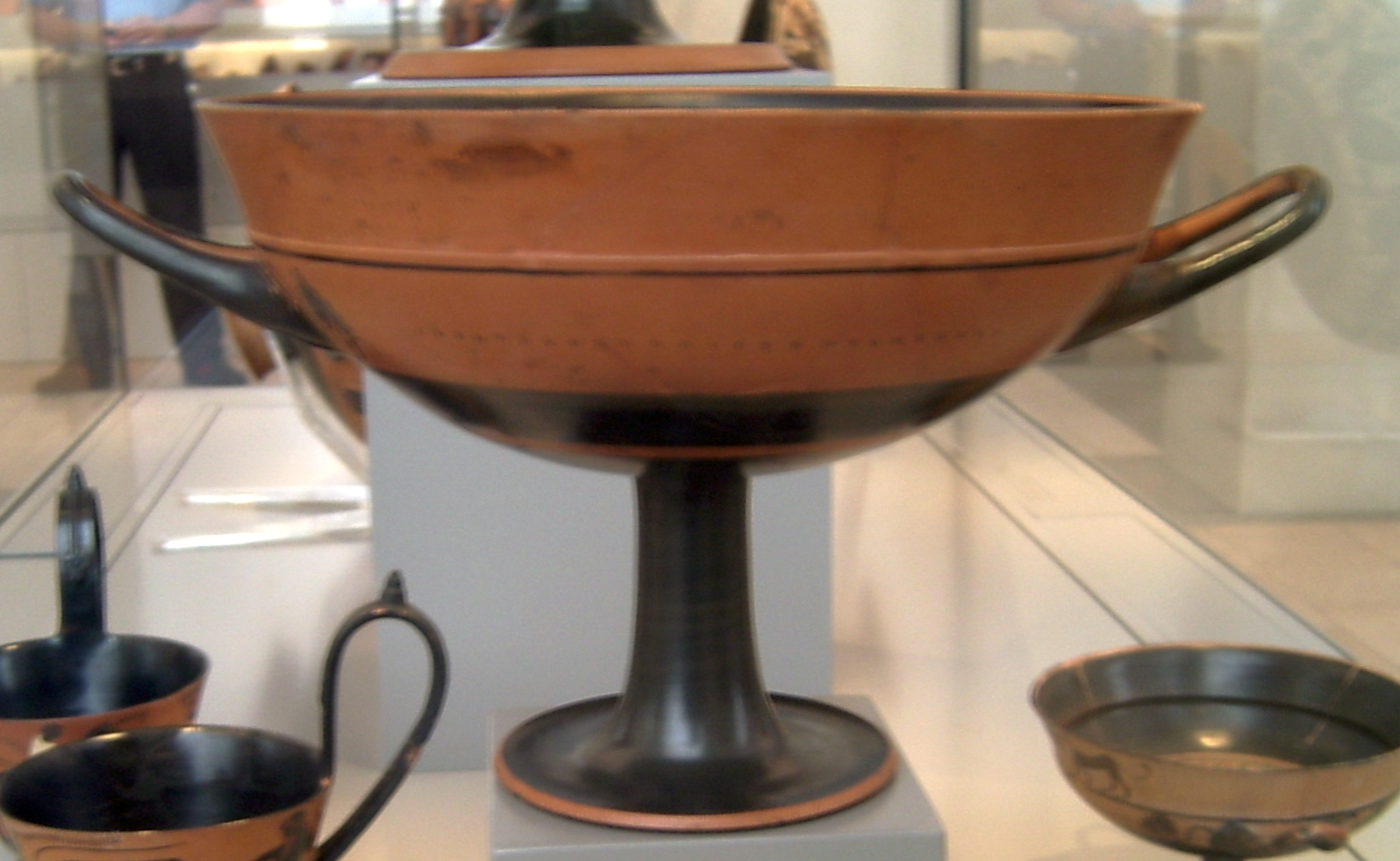
Randschale, um 540/530 v. Chr.

Xenokles (altgriechisch Χενοκλῆς) war ein attischer Töpfer in der Mitte des 6. Jahrhunderts v. Chr.
Xenokles töpferte vor allem Schalen, die von Kleinmeistern, vor allem von dem nach ihm benannten Xenokles-Maler, der möglicherweise mit dem Töpfer identisch ist, verziert wurden. Sein Name ist aus zahlreichen Signaturen bekannt. Es sind von Xenokles auch unverzierte Töpferwaren überliefert, unter anderem Bandschalen.